# هارولد أشبي
هارولد أشبي (بالإنجليزية: Harold Ashby)‏ هو عازف جاز وملحن أمريكي، ولد في 27 مارس 1925 في كانساس سيتي في الولايات المتحدة، وتوفي في 13 يونيو 2003 في نيويورك في الولايات المتحدة بسبب مرض.

## وصلات خارجية
- هارولد أشبي على موقع ميوزك برينز (الإنجليزية)
- هارولد أشبي على موقع أول ميوزيك (الإنجليزية)
- هارولد أشبي على موقع ديسكوغز (الإنجليزية)